# Sony Ericsson K530i
索尼爱立信K530i為索尼爱立信於2007年8月26日所推出的行動電話，內建200萬畫素相機。

## 特色
此機種在發表中，同時也發表了Z750i以及HGE-100GPS立體聲耳機配件，只要接上了此耳機，便能立即定位使用者所在位置。

## 相關功能列表
- 完整支援GPS立體聲耳機配件（HGE-100）
- 支援Push Mail
- 支援RSS
- 支援相片部落格、影片錄製
- 支援藍牙立體聲
- 支援PlayNow、TrackID
- 內建FM收音機
- 內建NetFront網路瀏覽器
- 內建3D遊戲、支援Java
- 支援飛行模式
- 支援USB